# マット・マービス
マシュー・ジャレッド・マービス（Matthew Jared Mervis, 1998年4月16日 - ）は、アメリカ合衆国ワシントンD.C.出身のプロ野球選手（一塁手）。右投左打。MLBのマイアミ・マーリンズ所属。愛称はマッシュ（Mash）。

## 経歴

### プロ入り前
高校時代に2016年のMLBドラフト39巡目（全体1174位）でワシントン・ナショナルズから指名されたが、契約せずにデューク大学へ進学した。

### プロ入りとカブス時代
2020年のMLBドラフトでは新型コロナウイルスの影響で規模が大幅に縮小されたこともあり指名されず、ドラフト後にアマチュア・フリーエージェントでシカゴ・カブスと契約した。契約金は2万ドル。
2021年に傘下のA級マートルビーチ・ペリカンズでプロデビューし、シーズン途中にAAA級アイオワ・カブスへ昇格。2チーム合計で72試合に出場して打率.208、9本塁打、44打点の成績を記録した。
2022年はA+級サウスベンド・カブスで開幕を迎え、シーズン途中にAA級テネシー・スモーキーズ、AAA級アイオワへ昇格。3チーム合計で137試合に出場して打率.309、36本塁打、119打点の成績を記録し、カブスのマイナーリーグ年間最優秀選手賞を受賞した。
2023年はスプリングトレーニングに招待選手として参加した。また、2月にはWBCのイスラエル代表に選出された。シーズンでは開幕をマイナーで迎え、5月5日にメジャー初昇格を果たし、同日に行われたマイアミ・マーリンズ戦に「7番・一塁」でスタメン出場し、メジャーデビュー(この試合での結果は4打数1安打)。ただ、6月15日にコディ・ベリンジャーの復帰に伴いマイナーへ降格した。それ以降はマイナー暮らしが続いた。この年メジャーでは最終的に27試合に出場して、15安打、3本塁打、11打点、打率.167、OPS.531を記録した。
2024年も引き続きマイナーで開幕を迎えたが、5月4日にメジャーに昇格。ただ、7月4日に7日間の故障者リスト入りして以降はマイナーで過ごした。結局、メジャーでは最終的に僅か9試合の出場に終わり、3安打、本塁打なし、1打点、打率.115、OPS.302と散々な成績に終わった。

### マーリンズ時代
2024年12月29日にビダル・ブルハーン、金銭とのトレードで、マイアミ・マーリンズへ移籍した。2025年は開幕からファーストのレギュラー格として起用され続け、一時本塁打数がリーグトップに立つなど、大ブレイクを期待されたが、その後は低調な成績に終わり、5月30日にDFAとなった。6月2日にAAA級ジャクソンビル・ジャンボシュリンプに降格した。8月4日に自由契約となった。

### ダイヤモンドバックス傘下時代
2025年8月12日にアリゾナ・ダイヤモンドバックスとマイナー契約を結び、AAA級リノ・エーシズに配属された。

## 詳細情報

### 年度別打撃成績
| 年 度    | 球 団    | 試 合 | 打 席 | 打 数 | 得 点 | 安 打 | 二 塁 打 | 三 塁 打 | 本 塁 打 | 塁 打 | 打 点 | 盗 塁 | 盗 塁 死 | 犠 打 | 犠 飛 | 四 球 | 敬 遠 | 死 球 | 三 振 | 併 殺 打 | 打 率 | 出 塁 率 | 長 打 率 | O P S |
| -------- | -------- | ----- | ----- | ----- | ----- | ----- | -------- | -------- | -------- | ----- | ----- | ----- | -------- | ----- | ----- | ----- | ----- | ----- | ----- | -------- | ----- | -------- | -------- | ----- |
| 2023     | CHC      | 27    | 99    | 90    | 8     | 15    | 2        | 0        | 3        | 26    | 11    | 0     | 0        | 0     | 0     | 8     | 0     | 1     | 32    | 1        | .167  | .242     | .289     | .531  |
| 2024     | CHC      | 9     | 28    | 26    | 1     | 3     | 1        | 0        | 0        | 4     | 3     | 0     | 0        | 0     | 0     | 1     | 0     | 0     | 8     | 0        | .115  | .148     | .154     | .302  |
| MLB：2年 | MLB：2年 | 36    | 127   | 116   | 9     | 18    | 3        | 0        | 3        | 30    | 14    | 0     | 0        | 0     | 0     | 9     | 0     | 1     | 40    | 1        | .155  | .222     | .259     | .481  |

- 2024年度シーズン終了時

### 年度別投手成績
| 年 度    | 球 団    | 登 板 | 先 発 | 完 投 | 完 封 | 無 四 球 | 勝 利 | 敗 戦 | セ 丨 ブ | ホ 丨 ル ド | 勝 率 | 打 者 | 投 球 回 | 被 安 打 | 被 本 塁 打 | 与 四 球 | 敬 遠 | 与 死 球 | 奪 三 振 | 暴 投 | ボ 丨 ク | 失 点 | 自 責 点 | 防 御 率 | W H I P |
| -------- | -------- | ----- | ----- | ----- | ----- | -------- | ----- | ----- | -------- | ----------- | ----- | ----- | -------- | -------- | ----------- | -------- | ----- | -------- | -------- | ----- | -------- | ----- | -------- | -------- | ------- |
| 2024     | CHC      | 1     | 0     | 0     | 0     | 0        | 0     | 0     | 0        | 0           | ----  | 9     | 0.2      | 7        | 0           | 0        | 0     | 0        | 0        | 0     | 0        | 6     | 6        | 81.00    | 10.50   |
| MLB：1年 | MLB：1年 | 1     | 0     | 0     | 0     | 0        | 0     | 0     | 0        | 0           | ----  | 9     | 0.2      | 7        | 0           | 0        | 0     | 0        | 0        | 0     | 0        | 6     | 6        | 81.00    | 10.50   |

- 2024年度シーズン終了時

### 年度別守備成績
投手守備
| 年 度 | 球 団 | 投手（P） | 投手（P） | 投手（P） | 投手（P） | 投手（P） | 投手（P） |
| 年 度 | 球 団 | 試 合     | 刺 殺     | 補 殺     | 失 策     | 併 殺     | 守 備 率  |
| ----- | ----- | --------- | --------- | --------- | --------- | --------- | --------- |
| 2024  | CHC   | 1         | 0         | 0         | 0         | 0         | ----      |
| MLB   | MLB   | 1         | 0         | 0         | 0         | 0         | ----      |

一塁守備
| 年 度 | 球 団 | 一塁（1B） | 一塁（1B） | 一塁（1B） | 一塁（1B） | 一塁（1B） | 一塁（1B） |
| 年 度 | 球 団 | 試 合      | 刺 殺      | 補 殺      | 失 策      | 併 殺      | 守 備 率   |
| ----- | ----- | ---------- | ---------- | ---------- | ---------- | ---------- | ---------- |
| 2023  | CHC   | 27         | 210        | 10         | 2          | 22         | .991       |
| 2024  | CHC   | 1          | 1          | 0          | 0          | 0          | 1.000      |
| MLB   | MLB   | 28         | 211        | 10         | 2          | 22         | .991       |

- 2024年度シーズン終了時

### 背番号
- 22（2023年 - 2024年）

### 代表歴
- 2023 ワールド・ベースボール・クラシック・イスラエル代表